# Старина (правовая норма)
Старина — используемое в исторической литературе условное наименование системы правовых норм, восходящих к Русской Правде и традиционному политическому укладу домонгольской Руси, унаследованному Великим княжеством Литовским, в противопоставлении тем, что были свойственны новым государственным центрам (Владимиру, Галичу и Москве).

## Термин Соловьёва
Российский историк С. М. Соловьёв в своём труде «История России с древнейших времён» использовал понятие старины в значении лествичного права и прав вечевых городов, включая республиканский Новгород. Старине противопоставляется так называемый «новый порядок вещей», подразумевающий бо́льшую личную власть монарха и передачу престола старшему сыну, а также концентрацию нескольких старших столов в одних руках.

## Великое княжество Литовское
Принцип «старины не рушаем, новины не вводим» имел большое значение во время экспансии Великого княжества Литовского на русские земли. Он означал прежде всего сохранение за лояльными князьями Рюриковичами их владений при вхождении территорий в состав Великого княжества Литовского. В противоположность этому Московское великое княжество, в частности после захвата Новгорода (1478 год) и во время опричнины (1565—1572 годы), выселяло знать с определённых территорий и заселяло их знатью с других. Также принцип «старины не рушаем…» включал невмешательство власти в права православной церкви и местных судов.